# 卡塔利娜 (亞利桑那州)
卡塔利娜（英語：Catalina）是位於美國亞利桑那州皮馬縣的一個人口普查指定地區。根據2010年美國人口普查，該地共人口500人，而該地的面積約為36.55平方千米。

## 地理
卡塔利娜的座標為32°29′28″N 110°54′28″W / 32.49111°N 110.90778°W，而該地最高點為海拔高度952米（即3123英尺）。